# Aditya Modak
Aditya Modak es un artista de música clásica indostaní y el actor principal de El discípulo de Chaitanya Tamhane, que se estrenó en el Festival Internacional de Cine de Venecia. A Modak se le confió el papel de protagonista porque Chaitanya prefería un músico experimentado en lugar de un actor entrenador. Los críticos de The New York Times y The Christian Science Monitor nombraron a Modak como una de sus principales opciones para una nominación al Oscar.

## Carrera
Modak actuó en The Vedic Heritage, Hempstead, EE. UU., Organizado por Pt. Jasraj, además de varias otras prestigiosas conferencias, eventos y festivales musicales de música clásica, como el Dr. Vasantrao Deshpande Samaroha, el Kashi Sangeet Mahotsav, el Centro Cultural Dadar Matunga el Centro Nacional de Artes Escénicas y el Gwalior. Sangeet Samaroha. En 2010, interpretó el papel de Pt. DV Paluskar en el documental 'Gaan Yogi'. En 2015, hizo la partitura de fondo de la película 'Nilkanth Master. Y en 2018, hizo el canto de reproducción (Hindustani Classical) en la serie marathi Saare Tujhyachsathi.

## Reseñas
Su papel en El discípulo recibió críticas muy favorables en todo el mundo. Jay Weissberg de Variety (revista) escribió al respecto: "Es difícil imaginar que la película tenga tanto éxito sin la tranquila concentración del actor principal Modak (sin mencionar las habilidades vocales), capturando el hambre devoradora de su personaje mientras, en general, proyecta una placidez nunca aburrida". Justin Chang de Los Angeles Times dice que Modak hace un "debut silencioso en la pantalla magnética". Nick Allen de Roger Ebert dice: "Modak crea una desesperación emocional que es tan orgánica como la cámara estática de Tamhane".